# Alexandre de Rhodes
Alexandre de Rhodes (ur. 15 marca 1591 w Awinionie, zm. w Isfahanie, 5 listopada 1660) – misjonarz katolicki z Francji, jezuita, bardzo zasłużony dla wietnamskiej kultury i języka wietnamskiego. 
Rhodes jest autorem pierwszego wielojęzycznego słownika języka wietnamskiego (wietnamsko-portugalsko-łacińskiego), opracował także alfabet wietnamski, który, z pewnymi modyfikacjami, pozostaje w praktycznym użyciu do dziś i który wyparł używane w Wietnamie przez wieki pismo Chữ nôm oparte na chińskich ideogramach.

## Życiorys
Alexandre de Rhodes urodził się w papieskim ongiś Awinionie w roku 1591. Od dziecka wykazywał wiele zdolności, a nauczyciele zgodnie prorokowali mu wielką karierę, lecz ten kierował się powołaniem. 
Do Faifo (dziś Hội An w środkowym Wietnamie) przybył jako misjonarz w 1627. Pierwsze wrażenia nie były najlepsze. Mowa tubylców, brzmiąca niczym „szczebiot ptasząt”, zdawała się odstręczać Rhodesa, ale nie minęło sześć miesięcy, a władał nią na tyle biegle, iż mógł wygłaszać kazania. Równie łatwo nauczył się japońskiego, chińskiego, perskiego i hindi. Szybko też zrewolucjonizował język wietnamski swym ogólnie przyswajalnym alfabetem Quốc ngữ, który zastąpił znane tylko nielicznym ideogramy chińskie. Tym alfabetem (w nieco zmodernizowanej formie) Wietnamczycy posługują się do dziś.

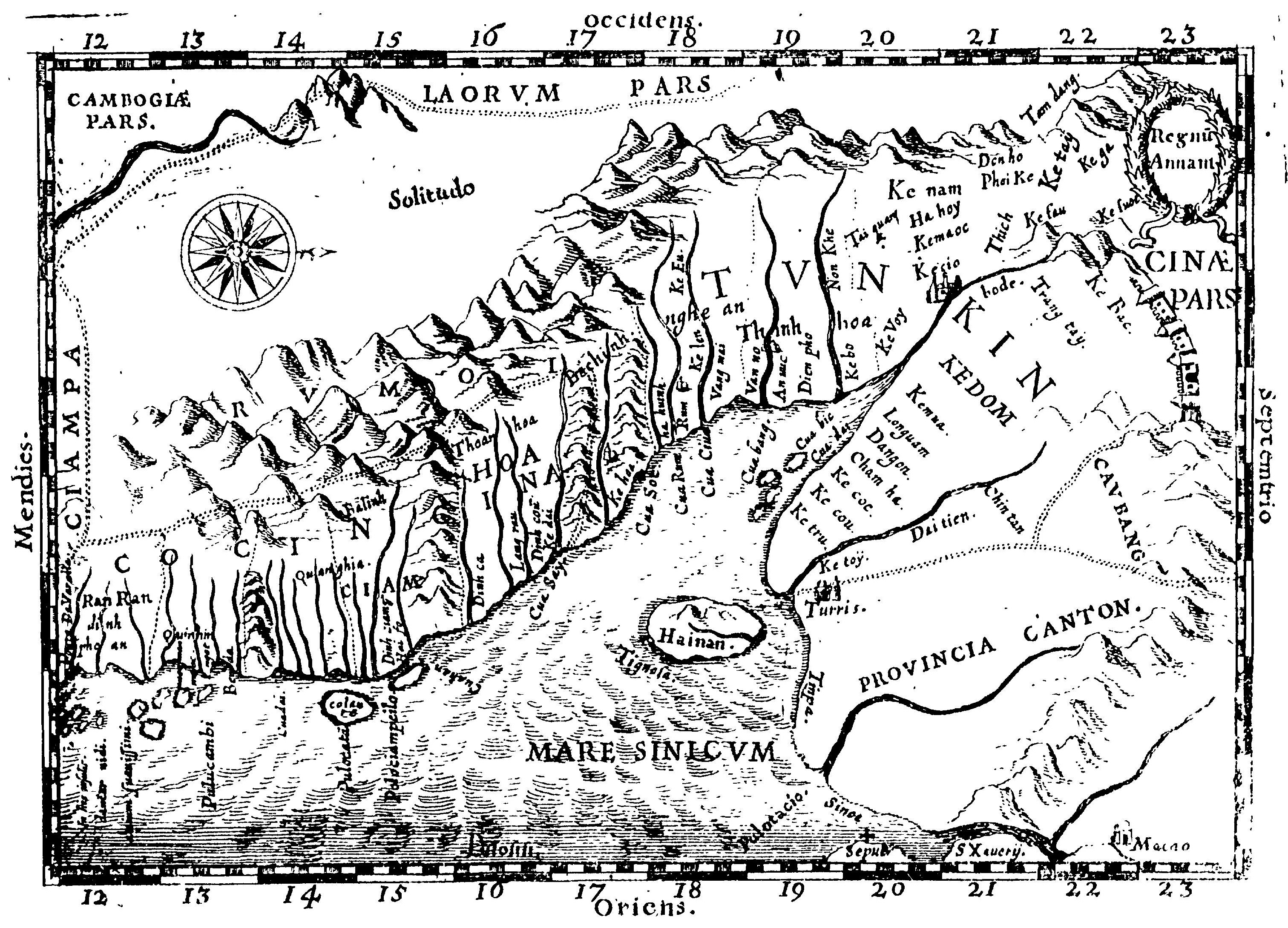
Mapa Tonkinu sporządzona przez Rhodesa

Zachwycony pracą i osiągnięciami Rhodesa generał zakonu jezuitów skierował go do Hanoi, na dwór cesarza Trịnh Tránga, któremu zawiózł w darze zegarek i podręczniki do matematyki. Monarcha – głównie z powodu zegarka – pozwolił mu zostać i nauczać, co wkrótce zaowocowało (zgodnie z własnymi zapiskami jezuity) sześcioma mszami dziennie i ochrzczeniem 6700 Wietnamczyków, w tym osiemnastu dostojników dworu. Cesarz dopatrzył się jednak niebawem, że nowa religia – przeciwna wielożeństwu – godzi w jego własny harem, zmienił więc gruntownie zapatrywania. W 1630 rozpoczęły się prześladowania. Rhodes zbiegł na południe, po to tylko, by stwierdzić, że dynasta z rodu Nguyễn stał się równie nieprzyjazny misjom katolickim. Wyjechał więc do Makau, ale w ciągu następnego dziesięciolecia kilkakrotnie powracał potajemnie do Wietnamu. W 1645 został schwytany, skazany na śmierć, ale po trzech tygodniach ułaskawiony i deportowany. Towarzyszącym mu dziewięciu księżom nie poszło tak łatwo: dwóch ścięto, pozostali stracili po jednym palcu u prawej ręki. 
Rhodes nie miał wątpliwości, że winę za rosnącą niechęć Azjatów do Europejczyków ponoszą Portugalczycy i ich fatalna polityka kolonizacyjna. Każdy urzędnik przybyły z Lizbony dbał tylko o własną kiesę, a więc łupił niemiłosiernie bez zawracania sobie głowy pełnieniem obowiązków. Po powrocie do Europy Rhodes bezskutecznie próbował przekonać Stolicę Apostolską o konieczności uchylenia bulli Mikołaja V z 1454, która gwarantowała Portugalii wyłączność na kolonizację Azji poprzez „wzięcie w poddaństwo tamtejszych pogan, których nie dotknęła jeszcze zaraza Islamu i nauczanie prawdy w imię Chrystusa”. Nie zwojowawszy nic w Rzymie, pojechał do Paryża. I tu żądnym podbojów Francuzom jął opowiadać, że wietnamscy rybacy tkają swe sieci z jedwabiu, że kraj jest bogaty niczym mityczne El Dorado, a naród ciąży ku katolicyzmowi. 
Tym razem powiodło się, choć dla Rhodesa pośmiertnie. Już po jego zgonie (zmarł w roku 1660) Watykan wyraził zgodę na utworzenie w Paryżu Towarzystwa Misji Zagranicznych, co legło u podstawy powołania do życia prywatnej spółki pod nazwą Francuska Kompania Wschodnioindyjska. Role zostały podzielone w ten sposób, że Kompania z siedzibą w Rouen zapewniała zakonnikom transport, utrzymanie oraz ochronę, w zamian za co mieli oni pełnić obowiązki przedstawicieli handlowych i prowadzić rachunkowość. 
U schyłku życia został wyznaczony do podjęcia misji na terenie Persji, gdzie też zmarł.
Wśród licznych zajęć Aleksander de Rhodes znajdował czas na pisanie. Poza słownikiem wietnamsko-portugalsko-łacińskim napisał m.in. dzieła „Tunchinensis historiæ libri duo” (Lyon, 1652); „La glorieuse mort d'André, Catéchiste...” (Paryż, 1653) oraz Katechizmu, opublikowanego w Rzymie w 1658 r. po łacinie i w dialekcie tonkińskim.